# Calhau (Cabo Verde)

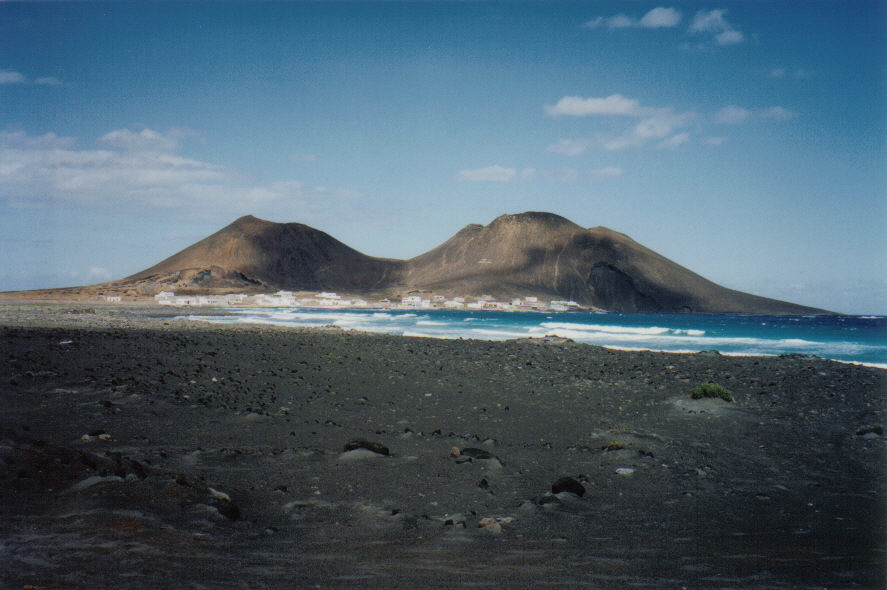
Aldeia de Calhau, com os vulcões do lado norte, São Vicente

Calhau é uma pequena aldeia piscatória na costa leste da ilha de São Vicente, Cabo Verde, a uns 15 km da cidade do Mindelo, capital da ilha. Pertence à zona de Ribeira de Calhau, da freguesia de Nossa Senhora da Luz, concelho de São Vicente.
Calhau tem uma praia para banhos de mar e um pequeno porto de pesca na baía homónima. Em dias de visibilidade consegue ver-se dali a ilha desabitada de Santa Luzia.
A 4 km para sul de Calhau fica a cratera do vulcão Viana, extinto. A norte do povoado também se encontram outros cones de vulcões extintos. Uma parte de área de aldeia foram-se Parque Natural de Monte Verde
Localiza-se uma quilómetro de aldeia é Observatório Atmosférica de Cabo Verde "Humberto Duarte Fonseca".

## Pessoa notavel
- Vasco Martins, cantador e composidor

## Lugares próximos
- Topim, sul
- Madeiral, oeste
- Monte Verde, noroeste